# Верхнеторгаевский сельский совет
Верхнеторгаевский сельский совет (укр. Верхньоторгаївська сільська рада) — входит в состав
Нижнесерогозского района
Херсонской области
Украины.
Административный центр сельского совета находится в 
с. Верхние Торгаи.

## История
- 1886 — дата образования.

## Населённые пункты совета
- с. Верхние Торгаи